# Niueanska
Niueanska (egen namn ko e vagahau Niuē) är ett malajo-polynesiskt språk som talas i Niue. Dess närmaste släktspråk är tonganska.. Det talas av 7990 personer i Niue och det anses vara hotat..
Språket skrivs med latinska alfabetet.
Niueanska är ett officiellt språk vid sidan av engelska på Niue.

## Fonologi

### Konsonanter
|           | Bilabial | Labiodental | Alveolar | Velar | Glottal |
| --------- | -------- | ----------- | -------- | ----- | ------- |
| Nasal     | m        |             | n        | ŋ     |         |
| Klusil    | p        |             | t        | k     |         |
| Frikativ  | f        | v           | s        |       | h       |
| Tremulant |          |             | r        |       |         |

Källa:

### Vokaler
|              | Främre | Central | Bakre |
| ------------ | ------ | ------- | ----- |
| Sluten       | i      |         | u     |
| Mellansluten | e      |         | o     |
| Öppen        |        | a       |       |

Källa:

## Lexikon
Några fraser:
| Niueanska    | Svenska        |
| ------------ | -------------- |
| Fakalofa Atu | Hej            |
| Fakaue Lahi  | Tack så mycket |
| E            | Ja             |
| Nakai        | Nej            |
| Tulou        | Ursäkta        |